# オルビア＝テンピオ県

オルビア＝テンピオ県
Provincia di Olbia-Tempio

オルビア＝テンピオ県（オルビア＝テンピオけん、イタリア語: Provincia di Olbia-Tempio）は、イタリア共和国サルデーニャ自治州に属する県の一つ。オルビアとテンピオ・パウザーニアがともに県都とされている。
サルデーニャ島最北部に位置し、歴史的にガッルーラと呼ばれてきた地方とほぼ重なる。高級リゾート地として知られるコスタ・スメラルダ (Costa Smeralda) などの沿岸リゾート地を擁する。
2016年9月現在、サルデーニャ州では県級行政区画統廃合のプロセスが進められており、地方自治上は過渡期にある。2016年、オルビア＝テンピオ県はサッサリ県に編入された。

## 名称
標準イタリア語以外の言語では以下のように呼ばれる。
- サルデーニャ語: provìntzia de Terranòa-Tèmpiu
- ガッルーラ語 (en) : pruìncia di Tarranóa-Tèmpiu

## 地理

### 位置・広がり

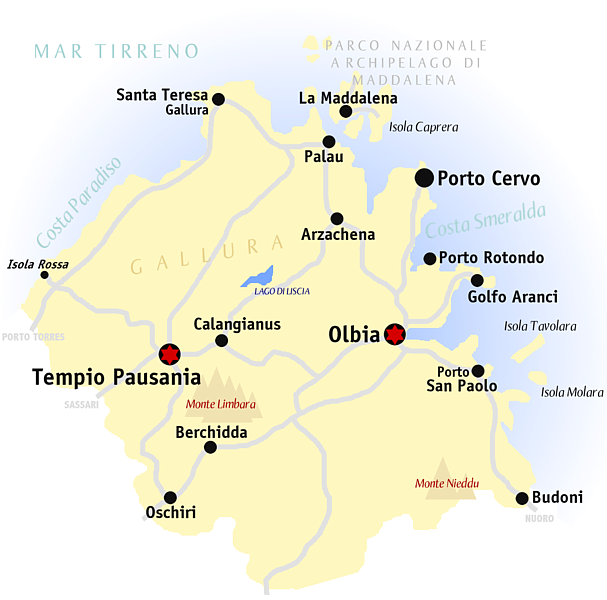
オルビア＝テンピオ県概略図

サルデーニャ島の北東部に位置し、おおむね菱形の形状をした県である。北海岸はボニファシオ海峡を挟んでフランス領のコルシカ島（コルス島）に面している。県域北部にはマッダレーナ諸島がある。
県都のひとつオルビアは東海岸の中央部に位置し、サッサリの東北東約82km、アジャクシオの東南東約128km、州都カリャリの北約192km、首都ローマの南南西約270kmに位置する。
隣接する県は以下の通り。
- 南 - ヌーオロ県
- 南西 - サッサリ県

### 県内の地域と主要な都市
県域一帯はガッルーラ地方とも呼ばれる。
ポルトチェルヴォ (Porto Cervo) （行政上はアルツァケーナの一部）を中心に、アルツァケーナ湾からクニャーニャ湾にかけての約10kmの海岸は、コスタ・スメラルダ（エメラルド海岸）と呼ばれる高級リゾート地である。
- オルビア
- テンピオ・パウザーニア
- ラ・マッダレーナ

## 歴史
中世には10-13世紀にかけて、ジュディカーティ (Giudicati) のひとつであったガッルーラ国 (Giudicato of Gallura) がオルビアに首都を置き、ガッルーラ地方をはじめとするサルデーニャ北西部地域を統治していた。
1960年代以降、コスタ・スメラルダが、アーガー・ハーン4世の投資により、高級リゾート地として開発された。
2005年、サルデーニャ自治州の行政区画再編にともない「オルビア＝テンピオ県」が発足した。2001年の自治州法により、サッサリ県東部の24コムーネとヌオーロ県北東部の2コムーネ（ブドーニ、サン・テオドーロ）を分割して新たに県を創設することが決定され、2005年5月の選挙で初代県知事が決まったことで自治体としての活動を本格的に開始している。

## 行政区画
オルビア＝テンピオ県には、26のコムーネが属する。主要なコムーネ（人口5000人以上）は下表の通り。左端の数字はISTATコードを示す。人口は2011年1月1日現在。
| コード | 自治体名                     | 人口   |
| ------ | ---------------------------- | ------ |
| 104017 | オルビア                     | 56,066 |
| 104025 | テンピオ・パウザーニア       | 14,290 |
| 104004 | アルツァケーナ               | 13,317 |
| 104012 | ラ・マッダレーナ             | 11,899 |
| 104022 | サンタ・テレーザ・ガッルーラ | 5,225  |

## 交通

### 鉄道
島の南北を貫くトレニタリアの鉄道幹線が走っており、カリャリやサッサリと結ばれている。このほかサルデーニャ鉄道（狭軌）の季節観光路線「トレニーノ・ヴェルデ」 (it:Trenino Verde) がサッサリとパラーウを結んで走っている。
- トレニタリア
  - カリャリ＝ゴルフォ・アランチ線 (it:Ferrovia Cagliari-Golfo Aranci) 
〔カリャリ - オリスターノ〕 - オルビア - ゴルフォ・アランチ
- サルデーニャ鉄道
  - サッサリ＝テンピオ＝パラーウ線 (it:Ferrovia Sassari-Tempio-Palau)  （トレニーノ・ヴェルデ）
〔サッサリ〕 - テンピオ - パラーウ

### 港湾
フェリーの発着する主要港湾として以下がある。

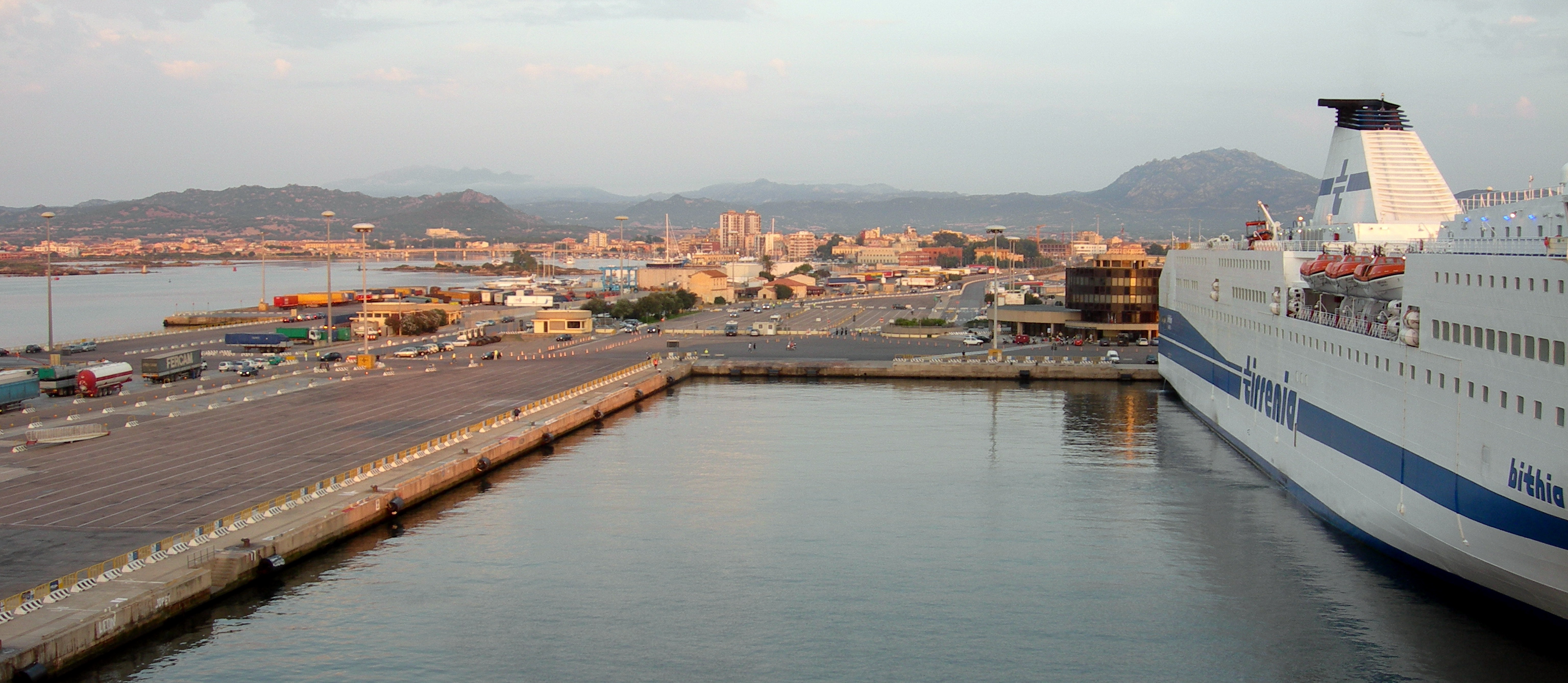
オルビア港

- オルビア港  (it:Porto di Olbia)
- ゴルフォ・アランチ港
- サンタ・テレーザ・ガッルーラ港
- パラーウ港

### 空港
- オルビア＝コスタ・スメラルダ空港 (Olbia Costa Smeralda Airport)

イタリアの格安航空会社大手メリディアーナ・フライは、オルビア空港に本拠を置く。

## 文化

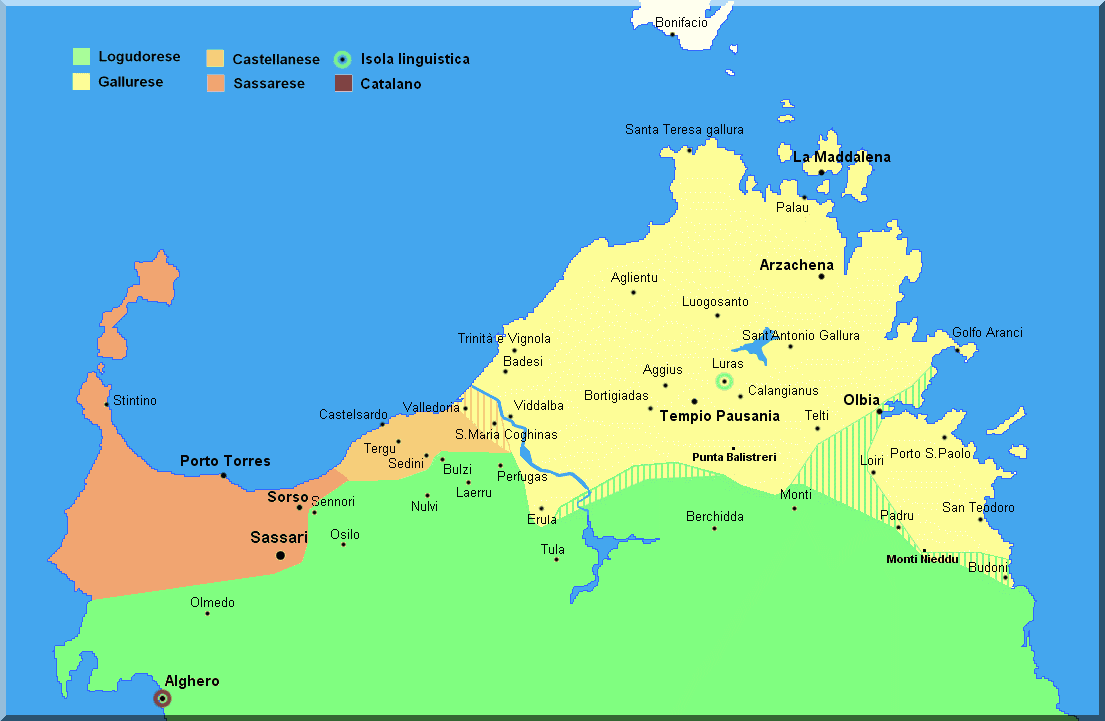
黄色がガッルーラ語の話される地域

### 言語
県域の大部分で、イタリア語以外にガッルーラ語／方言 (Gallurese dialect) が話されている。サルデーニャ島北端部では、サルデーニャ語よりもコルシカ語の影響を強く受けた言葉が話されており、ガッルーラ語もサッサリ語 (Sassarese language) 同様、その一つである。これらの言語変種をサルデーニャ語の影響を受けたコルシカ語の方言と分類することもある。ラ・マッダレーナでは、ガッルーラ語の方言が話されている。
オスキリやベルキッダ、パドルなど県域の西南部ではサルデーニャ語ログドーロ方言 (Logudorese dialect) が話される。また、ガッルーラ語話者の多い地域の中でも、ルーラス周辺とオルビア周辺ではサルデーニャ語話者が多い。